# Bisbat de La Rochelle i Saintes

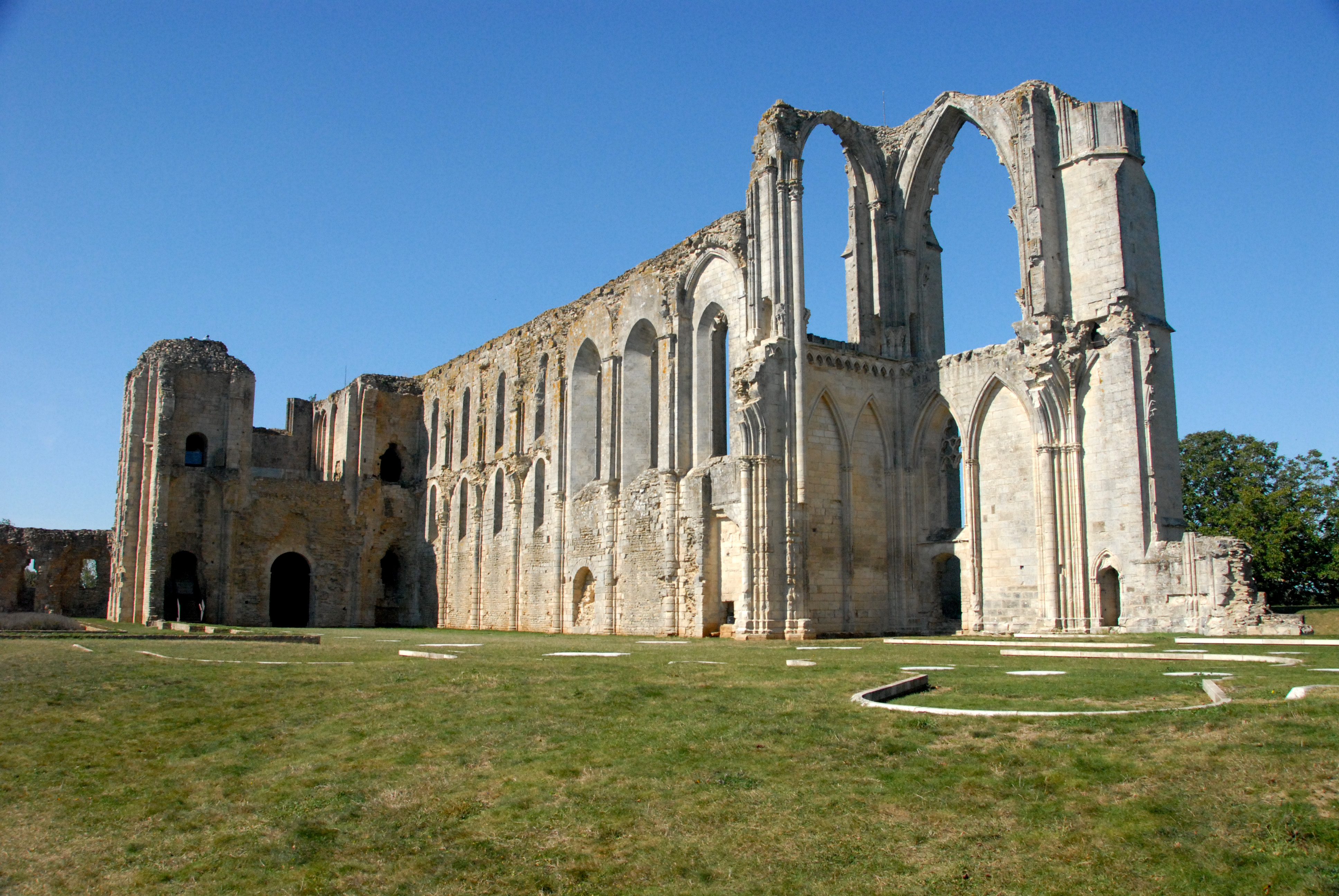
Runes de l'antiga catedral de Sant Pere a Maillezais.

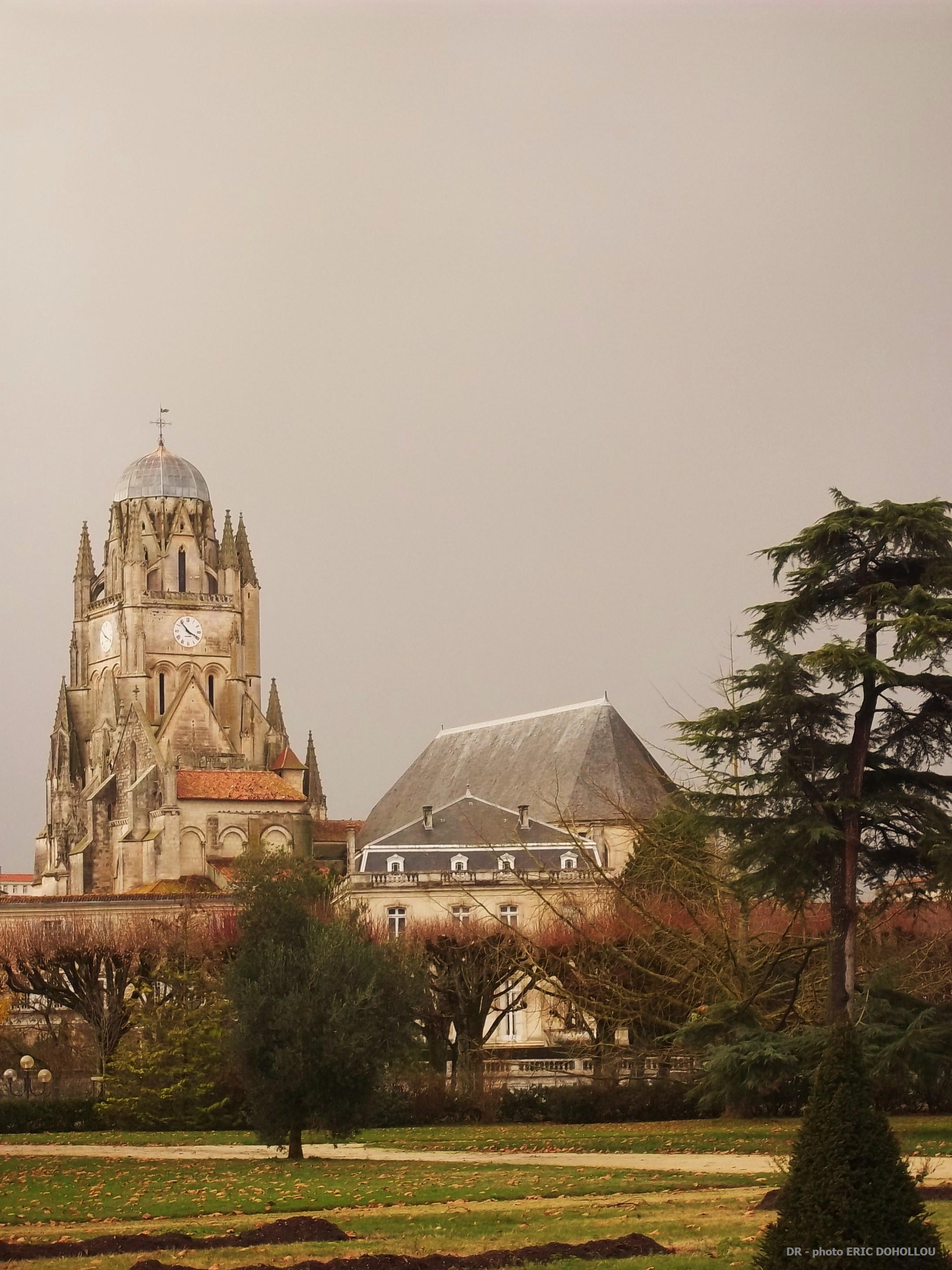
Basílica cocatedral de Sant Pere a Saintes, anteriorment catedral del bisbat de Saintes.

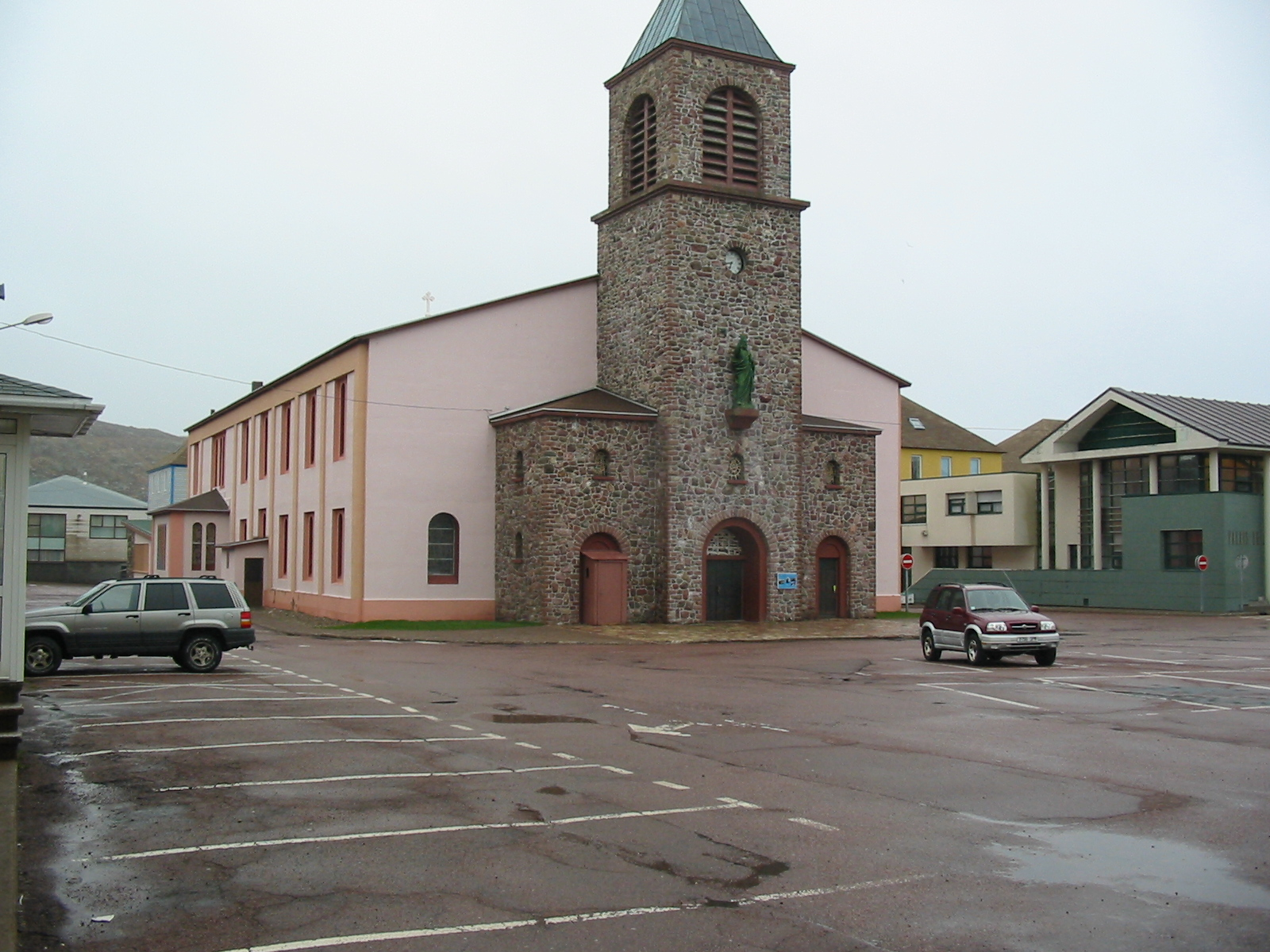
Església de Sant Pere a Saint-Pierre, anteriorment catedral del Vicariat apostòlic de les Illes de Saint-Pierre et Miquelon.

El bisbat de La Rochelle (francès: Diocèse de La Rochelle, llatí: Dioecesis Rupellensis) és una seu de l'Església Catòlica a França, sufragània de l'arquebisbat de Poitiers. Al 2013 tenia 397.000 batejats sobre una població de 616.708 habitants. Actualment està regida pel bisbe Georges Colomb, M.E.P.

## Territori
La diòcesi comprèn el departament francès del Charente Marítim i la col·lectivitat d'ultramar de Saint-Pierre i Miquelon.
La seu episcopal és la ciutat de La Rochelle, on es troba la catedral de catedral de Sant Lluís. Al territori diocesà hi ha dues ex-catedrals: a Saintes hi ha la basílica de Sant Pere, que va ser catedral del bisbat de Saintes i actualment té el rang de cocatedral; i a Saint-Pierre, l'església de Sant Pere, l'ex catedral del vicariat apostòlic de les illes de Saint-Pierre i Miquelon. L'antiga catedral de Sant Pere a Maillezais es troba actualment al departament de Vendée, al territori del bisbat de Luçon.
Després de la reorganització territorial realitzada a finals del segle xx, el nombre de parròquies va ser reduït d'unes 470 a les actuals 44, agrupades en 8 vicariats: Royan, Saintes, Rochefort, plana de l'Aunis, Saint-Jean-d'Angély, Marennes-Oléron, La Rochelle i Alt Saintonge.

## Història
La diòcesi de Maillezais va ser establerta el 13 d'agost de 1317 amb la butlla Salvator noster del Papa Joan XXII, simultàniament amb la de Luçon, amb territori desmembrat de la diòcesi de Poitiers (ara arxidiòcesi), principalment a causa de l'excessiva extensió territorial d'aquest últim i l'augment en el nombre d'habitants que havien arribat a un milió de persones. Originalment va ser sufragània de l'arxidiòcesi de Bordeus.
La seu del bisbe es va instal·lar a l'abadia benedictina de Sant Pere de Maillezais, fundada a finals del segle x. La nova diòcesi integrava l'arxipretura d'Ardin, els deganats de Bressuire, Fontenay-le-Comte, Saint-Laurent-sur-Sèvre i Vihiers, amb un total de 284 parròquies repartides en un territori que abastava la major part del baix Poitou (una part del sud-est de la Vendée, la part nord del departament de Deux-Sèvres i el sud-occidental departament de Maine-et-Loire).
Durant alguns anys François Rabelais va ser canonge de la catedral de Maillezais.
Durant les guerres religioses es va destruir l'església de la catedral, que va fer impossible la residència dels bisbes i el capítol; per aquest motiu la seu es va traslladar temporalment a Fontenay-le-Comte. El 1629 el Papa Urbà VIII va recomanar a Henri de Béthune la reconstrucció dels edificis destruïts, però l'intent no va tenir èxit.
Així que el 4 de maig de 1648, en virtut de la butlla In supereminenti del Papa Innocenci X, a la diòcesi de Maillezais es van fusionar territoris retirats de la part septentrional de la diòcesi de Saintes, de l'illa de Ré, d'Aunis i La Rochelle, per a una total de 92 parròquies. Al mateix temps, la seu episcopal va ser traslladada a La Rochelle i la diòcesi va assumir el seu nom actual. Amb aquestes decisions es pretenia aturar la influència protestant a la ciutat de La Rochelle.
El 1742, el bisbe Augustin-Roch de Menou va establir la primera pedra de la nova catedral, que es va completar el 1784 i va ser consagrada per François-Joseph-Emmanuel de Crussol d'Uzès el 27 de juny. Aquest edifici va reemplaçar l'antiga església de San Bartomeu, que va servir com a procatedral durant diversos anys i va ser destruïda pel foc el 1687.
Després del concordat amb la butlla Qui Christi Domini del Papa Pius VII del 29 de novembre de 1801 els límits de la diòcesi es van adaptar a les dels departaments. La diòcesi es va estendre als departaments de la Charente-Marítima i la Vendée, incloent així el de la diòcesi de Luçon i la major part del de Saintes, que van ser suprimits. A canvi, va haver de cedir gran part del territori de l'antiga seu de Maillezais a les diòcesis de Poitiers i Nantes.
El 6 d'octubre de 1822, es va restaurar la diòcesi de Luçon, obtenint el seu territori des de la diòcesi de La Rochelle. Amb aquest canvi, la diòcesi es veié notablement canviada en comparació amb la situació abans de la Revolució Francesa: res del territori de la diòcesi de Maillezais abans de 1648 ja no formava part de la nova estructura diocesana; si abans de 1789 la Rochelle, ciutat episcopal, estava situada a l'extrem sud de la diòcesi, ara es trobava a l'extrem nord.
El 22 de gener de 1852 els bisbes de la Rochelle van obtenir el privilegi d'afegir al seu títol el de la diòcesi suprimida de Saintes, l'antiga catedral de la qual es troba en el territori diocesà.
El 8 de desembre de 2002, després de la reorganització de les circumscripcions eclesiàstiques franceses, va passar a formar part de la província eclesiàstica de l'arxidiòcesi de Poitiers.
El 2009 es va constituir la seu episcopal titular, corresponent a l'antiga seu de Maillezais, que actualment està fora dels límits de la diòcesi, a la diòcesi de Luçon.
L'1 de març de 2018 s'ha fusionat al territori diocesà el vicariat apostòlic de les Illes de Saint-Pierre et Miquelon, alhora suprimida, incloent dos parròquies de la col·lectivitat d'ultramar de Saint-Pierre i Miquelon.

## Cronologia episcopal

### Bisbes de Maillezais
- Geoffroy Pouvreau, O.S.B. † (13 d'agost de 1317 - després del 1333 mort)
- Guillaume (Sambuti?) † (citat el 1336)[4]
- Jean de Marconnay † (abans del 1343 - 1359 ? mort)
- Guy de Faye † (20 de febrer de 1359 - 1380 mort)
- Jean Rousseau, O.P. † (4 de juny de 1380 - 2 de maig de 1382 nomenat arquebisbe d'Osimo)
- Pierre de Thury † (2 de maig de 1382 - 12 de juliol de 1385 renuncià)
- Jean Le Masle † (12 de juliol de 1385 - 1419 mort)
- Guillaume de Lucé † (16 d'octubre de 1420 - 1432 renuncià)
- Thibaut de Lucé † (6 de març de 1433 - ?)
- Louis Rouault † (abans del 1455 - 1475 ?)
- Jean III d'Amboise † (31 de juliol de 1475 - 18 de juny de 1481 nomenat bisbe de Langres)
  - Federico Sanseverino † (5 de novembre de 1481 - 1508 renuncià) (administrador apostòlic)
  - Pietro Accolti † (1511 - 10 de març de 1518 renuncià) (administrador apostòlic)
  - Philippe de Luxembourg † (10 de març de 1518 - 24 de març de 1518 renuncià) (administrador apostòlic)
- Geoffroi d'Estissac † (24 de març de 1518 - 1543 mort)
- Jacques d'Escoubleau de Sourdis † (27 de juny de 1543 - 1560 renuncià)
- Pierre de Pont-Levoy † (10 de març de 1561 - 1568 mort)
  - Sede vacante (1568-1572)
- Henri d'Escoubleau de Sourdis † (16 de juny de 1572 - d'abril de 1615 mort)
- Henri II d'Escoubleau de Sourdis † (18 de maig de 1616 - 16 de juliol de 1629 nomenat arquebisbe de Bordeus)
- Henri de Béthune † (19 de novembre de 1629 - 4 de maig de 1648 renuncià)[5]

### Bisbes de La Rochelle

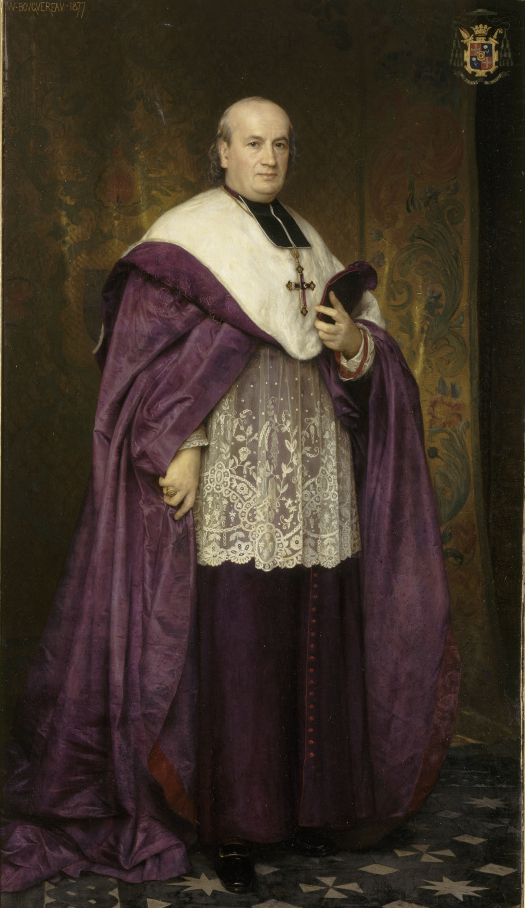
Retrat de Léon-Benoit-Charles Thomas, opera di William-Adolphe Bouguereau.

- Jacques Raoul de La Guibourgère † (4 de maig de 1648 - 15 de maig de 1661 mort)
- Henri-Marie de Laval de Bois-Dauphin † (21 de novembre de 1661 - 19 o 22 de novembre de 1693 mort)
- Charles-Madeleine Frézeau de Frèzelière † (17 de maig de 1694 - 4 de novembre de 1702 mort)
- Étienne de Champflour † (14 de maig de 1703 - 26 de novembre de 1724 mort)
- Jean-Baptiste-Antoine de Brancas † (5 de setembre de 1725 - 17 d'agost de 1729 nomenat arquebisbe d'Ais)
- Augustin-Roch de Menou de Charnisai † (14 d'agost de 1730 - 26 de novembre de 1767 mort)
- François-Joseph-Emmanuel de Crussol d'Uzès d'Amboise † (20 de juny de 1768 - 7 de juny de 1789 mort)
- Jean-Charles de Coucy † (14 de desembre de 1789 - 8 de novembre de 1816 renuncià)[6]
- Michel-François de Couët du Vivier de Lorry † (17 d'abril de 1802 - 20 de novembre de 1802 jubilat)
- Jean-François de Mandolx † (20 de desembre de 1802 - 1 de febrer de 1805 nomenat bisbe d'Amiens)
- Gabriel-Laurent Paillou(x) † (1 de febrer de 1805 - 15 de desembre de 1826 mort)
- Joseph Bernet † (25 de juny de 1827 - 1 de febrer de 1836 nomenat arquebisbe de Ais)
- Clément Villecourt † (1 de febrer de 1836 - 7 de març de 1856 renuncià)
- Jean-Baptiste-François-Anne-Thomas Landriot † (16 de juny de 1856 - 27 de març de 1867 nomenat arquebisbe de Reims)
- Léon-Benoit-Charles Thomas † (27 de març de 1867 - 24 de març de 1884 nomenat arquebisbe de Rouen)
- Pierre-Marie-Etienne-Gustave Ardin † (27 de març de 1884 - 11 de juliol de 1892 nomenat arquebisbe de Sens)
- François-Joseph-Edwin Bonnefoy † (19 de gener de 1893 - 18 d'abril de 1901 nomenat arquebisbe de Ais)
- Emile-Paul-Angel-Constant Le Camus † (18 d'abril de 1901 - 29 de setembre de 1906 mort)
- Jean-Auguste-François-Eutrope Eyssautier † (27 de novembre de 1906 - 7 de març de 1923 mort)
- Eugène Curien † (23 de desembre de 1923 - 8 de novembre de 1937 renuncià)
- Louis Liagre † (7 de març de 1938 - 10 d'agost de 1955 mort)
- Xavier Morilleau † (10 d'agost de 1955 - 23 de març de 1963 renuncià)
- Félix-Marie-Honoré Verdet † (1 de juliol de 1963 - 17 d'agost de 1979 jubilat)
- François-Marie-Christian Favreau (17 d'agost de 1979 - 8 de setembre de 1983 nomenat bisbe de Nanterre)
- Jacques Louis Antoine Marie David (21 de febrer de 1985 - 2 de febrer de 1996 nomenat bisbe d'Évreux)
- Georges Paul Pontier (5 d'agost de 1996 - 12 de maig de 2006 nomenat arquebisbe de Marsella)
- Bernard Housset (28 de novembre de 2006 - 9 de març de 2016 jubilat)
- Georges Colomb, M.E.P., des del 9 de març de 2016

## Estadístiques
A finals del 2013, la diòcesi tenia 397.000 batejats sobre una població de 616.708 persones, equivalent al 64,4% del total.
| any  | població | població | població | sacerdots | sacerdots       | sacerdots       | sacerdots             | diaques | religiosos | religiosos | parròquies |
| ---- | -------- | -------- | -------- | --------- | --------------- | --------------- | --------------------- | ------- | ---------- | ---------- | ---------- |
| any  | batejats | total    | %        | total     | clergat secular | clergat regular | batejats por sacerdot | diaques | homes      | dones      |            |
| 1950 | 400.000  | 500.000  | 80,0     | 345       | 311             | 34              | 1.159                 |         | 11         | 185        | 498        |
| 1970 | 440.000  | 487.343  | 90,3     | 301       | 259             | 42              | 1.461                 |         | 52         | 438        | 503        |
| 1980 | 455.000  | 502.800  | 90,5     | 248       | 190             | 58              | 1.834                 |         | 73         | 455        | 477        |
| 1990 | 475.000  | 518.000  | 91,7     | 204       | 161             | 43              | 2.328                 | 2       | 58         | 361        | 476        |
| 1999 | 498.000  | 539.000  | 92,4     | 168       | 132             | 36              | 2.964                 | 8       | 49         | 289        | 60         |
| 2000 | 380.000  | 557.305  | 68,2     | 159       | 124             | 35              | 2.389                 | 10      | 47         | 284        | 63         |
| 2001 | 380.000  | 557.305  | 68,2     | 156       | 123             | 33              | 2.435                 | 11      | 45         | 275        | 58         |
| 2002 | 380.000  | 557.024  | 68,2     | 140       | 111             | 29              | 2.714                 | 11      | 40         | 248        | 58         |
| 2003 | 380.000  | 557.024  | 68,2     | 139       | 109             | 30              | 2.733                 | 13      | 34         | 248        | 55         |
| 2004 | 380.000  | 557.024  | 68,2     | 154       | 121             | 33              | 2.467                 | 14      | 37         | 221        | 55         |
| 2013 | 397.000  | 616.708  | 64,4     | 103       | 82              | 21              | 3.854                 | 26      | 24         | 128        | 44         |